# Bertel Broman
Bertel Axel Hjalmar Broman (21 de agosto de 1889 — 11 de maio de 1952) foi um velejador finlandês, medalhista olímpico. Ele competiu nos Jogos Olímpicos de Verão de 1928 na classe Dinghy 12 pés e conquistou a medalha de bronze, tendo vencido duas das oito regatas disputadas.